# Charles Dutoit

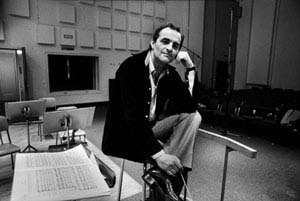
Charles Dutoit

Charles Dutoit, född den 7 oktober 1936, är en schweizisk dirigent. 
Dutoit har belönats med mer än 40 internationella utmärkelser, däribland två Grammy.